# Berkeley Lake
Berkeley Lake es una ciudad ubicada en el condado de Gwinnett en el estado estadounidense de Georgia. En el censo de 2000, su población era de 1.695.

## Demografía
En el 2000 la renta per cápita promedia del hogar era de $109,401, y el ingreso promedio para una familia era de $115,548. El ingreso per cápita para la localidad era de $69,439. Los hombres tenían un ingreso per cápita de $84,708 contra $51,750 para las mujeres.

## Geografía
Berkeley Lake se encuentra ubicado en las coordenadas 33°59′7″N 84°11′0″O / 33.98528, -84.18333 (33.985333, -84.183382).
Según la Oficina del Censo, la localidad tiene un área total de 3 km² (1,2 mi²), de la cual 2,6 km² (1 mi²) es tierra y 0,4 km² (0 mi²) (13.3%) es agua.